# Designação de Gould
A designação de Gould para estrelas são semelhantes às designações de Flamsteed no sentido de que numeram as estrelas dentro de uma constelação em ordem crescente de ascensão reta. Cada estrela recebe um número inteiro (começando em 1), seguido por "G." (ou ocasionalmente seguido diretamente por um "G" sem espaço) e, em seguida, o genitivo latino da constelação em que se encontra. Veja 88 constelações modernas para obter uma lista de constelações e as formas genitivas de seus nomes.
Eles foram atribuídos de acordo com as posições das estrelas na época 1875.0 e, com o tempo, são afetados pela Precessão dos Equinócios. Devido aos movimentos próprios da estrela ou cpm., algumas estrelas podem agora ocorrer fora de ordem.
As designações de Gould apareceram pela primeira vez em Uranometria Argentina, um catálogo publicado em 1879 por Benjamin Apthorp Gould. Muitas dessas designações caíram em desuso, embora para muitas estrelas do sul relativamente brilhantes (que estão muito ao sul para ostentar as designações de Flamsteed), os números de Gould continuam sendo as únicas designações simples disponíveis sem referência a números de catálogo incômodos.

## Lista de constelações com designação de Gould
O catálogo de Benjamin Apthorp Gould inclui 66 constelações (algumas das quais também são parcialmente ou totalmente cobertas por números de John Flamsteed):

### 33 constelações que contêm os números de Flamsteed e Gould
- Aquarius
- Aquila
- Boötes
- Cancer
- Canis Major
- Canis Minor
- Capricornus
- Centaurus
- Cetus
- Corvus
- Crater
- Delphinus
- Equuleus
- Eridanus
- Hercules
- Hydra
- Leo
- Lepus
- Libra
- Lupus
- Monoceros
- Ophiuchus
- Orion
- Pegasus
- Pisces
- Piscis Austrinus
- Puppis
- Sagittarius
- Scorpius
- Serpens
- Sextans
- Taurus
- Virgo

### 33 constelações que contêm apenas números de Gould
- Antlia
- Apus
- Ara
- Caelum
- Carina
- Chamaeleon
- Circinus
- Columba
- Corona Australis
- Crux
- Dorado†
- Fornax
- Grus
- Horologium
- Hydrus
- Indus
- Mensa
- Microscopium
- Musca
- Norma
- Octans
- Pavo
- Phoenix
- Pictor
- Pyxis
- Reticulum
- Sculptor
- Scutum
- Telescopium
- Triangulum Australe
- Tucana†
- Vela
- Volans

† 30 Doradus e 47 Tucanae são números de Johann Elert Bode, não designações de Gould.

## Estrelas conhecidas principalmente pelas designações de Gould
Muitos deles foram listados no índice cruzado de Kostjuk, com seus números de Gould fornecidos como seu suposto número de Flamsteed. A partir desse índice cruzado, as designações encontraram seu caminho para outras fontes, incluindo SIMBAD. Muitas estrelas comumente conhecidas por suas designações de Gould são estrelas próximas.
- 41 G. Arae
- 145 G. Canis Majoris
- 23 G. Carinae
- 72 G. Columbae
- 35 G. Crucis
- 39 G. Crucis
- 82 G. Eridani
- 33 G. Librae
- 31 G. Mensae
- 67 G. Muscae
- 120 G. Phoenicis
- 61 G. Pictoris
- 96 G. Piscium
- 140 G. Puppis
- 212 G. Puppis
- 188 G. Puppis
- 171 G. Puppis
- 16 G. Velorum